# Philippe Forquet
Philippe Forquet de Dorne, né le 27 septembre 1940 à Paris et mort le 18 février 2020 à Saint-Quentin,, est un acteur français.

## Biographie
Philippe Forquet a tourné dans son premier film, La Menace, en 1960 alors qu'il était encore étudiant en art, et est devenu populaire en France les années suivantes. On s'attendait à ce qu'il fasse une transition réussie dans les films américains grâce à son physique, après son rôle important avec Jean Seberg dans le film À la française en 1963. Filmé en France, le film présente une étudiante américaine (Seberg) qui tombe amoureuse d'un aristocrate (Forquet) alors qu'elle visite la France. Cela le rend populaire aussi bien chez les Européens que chez les Américains, et Forquet part à Hollywood pour travailler pour la 20th Century Fox. Il est alors considéré comme l'un des plus beaux acteurs d'Hollywood, entre Montgomery Clift et Louis Jourdan.
Il partage la vedette avec Sandra Dee dans Take Her, She's Mine comme son petit ami romantique, mais bien que le film ait eu un succès populaire honorable, il ne le conduit pas à d'autres projets. À cette époque, Philippe Forquet se fiance à l'actrice américaine Sharon Tate. Il rentre en France où sa popularité a commencé à diminuer bien qu'il continue à jouer à la télévision tout au long des années 1960, retournant encore aux États-Unis pour le feuilleton The Young Rebels en 1971.
Il épouse la mannequin et actrice américaine Linda Morand en 1970 avant de divorcer en 1976. Après avoir changé de métier en 1980 pour devenir antiquaire, il s'installe en France près de Paris où il épouse une doctoresse, Brigitte Benamou, avec qui il aura deux enfants, Alexandre et Raphaël, nés en 1978 et 1980. La famille déménage à Toulon où Philippe ouvre une épicerie de luxe, avenue Pierre Loti dans le quartier du Mourillon. Après quelques déboires sentimentaux, il divorce de Brigitte et épouse Béatrice, sa cadette de 25 ans. Ensemble, ils ont un fils, Julian, né en 1991, et partent vivre au Cap-Ferret sur la côte atlantique où Philippe redevient antiquaire. Des douleurs de dos le contraignent à abandonner le métier et, après la mort de ses parents, il s'établit dans la ville de Saint-Quentin, où il passe sa retraite à gérer les biens familiaux.

## Filmographie partielle
- 1961 : L'Affaire Nina B. (Affäre Nina B) de Robert Siodmak : Peter, le fils de Schwerdtfeger ;
- 1961 : La Menace de Gérard Oury : Patrick
- 1961 : Les Nouveaux Aristocrates de Francis Rigaud : Un camarade de Denis
- 1963 : À la française (In the French Style) de Robert Parrish : Guy
- 1963 : Ah si papa savait ça ! (Take Her, She's Mine) de Henry Koster : Henri Bonnet
- 1963 : Ton ombre est la mienne de André Michel : le jeune homme à la soirée
- 1967 : Un homme de trop de Costa-Gavras : Topart
- 1968-1969 : Thibaud ou les Croisades de Joseph Drimal : Étienne
- 1969 : Camilla de Radley Metzger : De Varville
- 1970 : Waterloo de Sergueï Bondartchouk : le général de brigade Charles de La Bédoyère
- 1974-1975 : Paul et Virginie de Pierre Gaspard-Huit : Lavallée
- 1978 : Le Mutant de Bernard Toublanc-Michel : Legrand